# Вулька-Стажинська
Вулька-Стажинська (пол. Wólka Starzyńska) — село в Польщі, у гміні Щекоцини Заверцянського повіту Сілезького воєводства.
Населення — 139 осіб (2011).
У 1975-1998 роках село належало до Ченстоховського воєводства.

## Демографія
Демографічна структура станом на 31 березня 2011 року:
|          | Загалом | Допрацездатний вік | Працездатний вік | Постпрацездатний вік |
| -------- | ------- | ------------------ | ---------------- | -------------------- |
| Чоловіки | 65      | 16                 | 41               | 8                    |
| Жінки    | 74      | 17                 | 36               | 21                   |
| Разом    | 139     | 33                 | 77               | 29                   |